# Zadoi
Zadoi (chữ Tạng: རྫ་སྟོད་རྫོང་; Wylie: rdza stod rdzong; ZWPY: Zadoi Zong, tiếng Trung: 杂多县; bính âm: Záduō xiàn, Hán Việt: Tạp Đa huyện) là một huyện thuộc châu tự trị dân tộc Tạng Gyêgu (Ngọc Thụ), tỉnh Thanh Hải, Trung Quốc.

### Trấn
- Tát Hô Đằng (萨呼腾镇)

### Hương
- Ngang Tái (昂赛乡)
- Kết Đa (结多乡)
- A Đa (阿多乡)
- Tô Lỗ (苏鲁乡)
- Tra Đán (查旦乡)
- Mạc Vân (莫云乡)
- Trát Thanh (扎青乡)